# Паливний бак

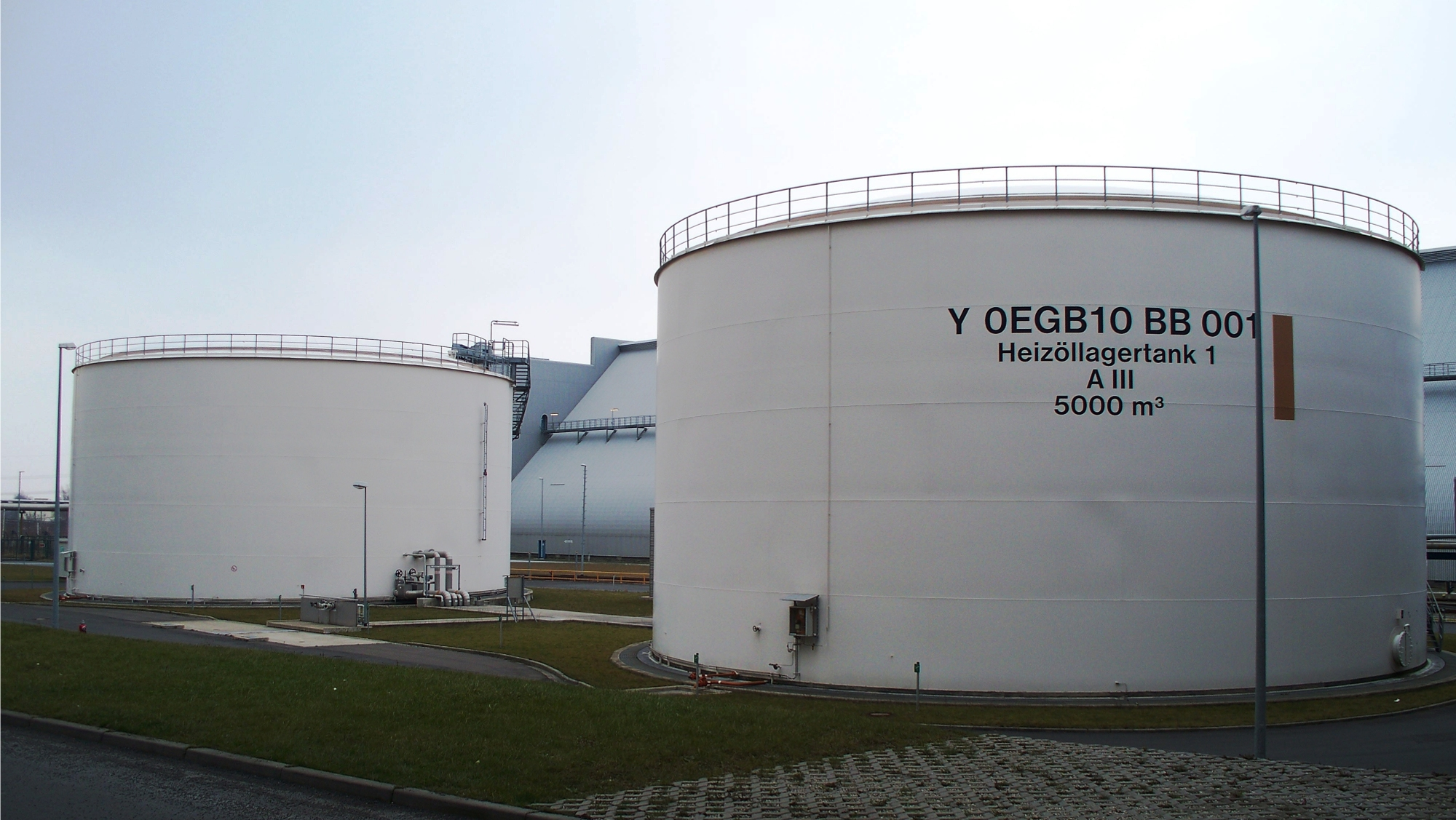
паливні баки для зберігання палива у великих кількостях

Паливний бак — ємність, як правило великих розмірів, призначена для зберігання різного роду палив. Деталь застосовується у різних напрямках світової інженерії та промисловості: від автомобілів до нафтових складів.

## Автомобіль
У автомобілях із двигунами внутрішнього згоряння дані технічні елементи застосовуються у 100 % випадків. Відповідно до типу авто, та конструкторських рішень в ньому можуть виконуватися різних форм та виготовлятися із різних матеріалів. На сучасних легкових автомобілях баки виготовляють із різного роду пластмас, рідше із алюмінію. На вантажних авто використовують нержавіючу або просту вуглецеву сталь.

## Літаки
У літальних апаратах ємності для збереження палива є значно більшими ніж аналогічні автомобільні. Це пов'язано із відмінностями рухів та витратами пального. Паливні баки у літаках розміщуються, як правило, у крилах або фюзеляжі. У військових літаках при необхідності монтуються додаткові паливні баки, зокрема такі існують на усіх варіантах винищувачів IV покоління.